# RAIJIN COMICS
『RAIJIN COMICS』（ライジン コミックス）は、2002年から2003年に発行された、コアミックス編集・新潮社出版の月刊漫画雑誌。2002年5月17日発売号（0号）で創刊、2003年9月5日発売号をもって休刊。

## 概要
かつて、『週刊少年ジャンプ』で掲載された作品などを英語に翻訳した作品を収録した漫画雑誌であり、後述のラジオ番組と連動した英語教材ともなっていた。
主にセブンイレブン限定発売していた。

### 週刊コミックバンチとの関係
『週刊コミックバンチ』の姉妹雑誌であり、本雑誌の看板作品であり、週刊コミックバンチでも関係の深い『シティーハンター』と『北斗の拳』はそれに関連した多くの特典がつけられており、北条司による「リアルタイムで読めなかった人は、『エンジェル・ハート』と一緒に是非こちらも読んでほしい」というコメントも寄せられており、一年間の定期購読者にはその特典として、ケンシロウのフィギュア（海洋堂製）がプレゼントされた。

### 収録作品
上記の通り、作品内の台詞などは全て英語に直されている。
- シティーハンター
- 北斗の拳
- グラップラー刃牙

### 書き下ろし・特典
上記のケンシロウのフィギュアの他にも様々な特典や書き下ろし作品が掲載された。

#### 『神と呼ばれた男』
北条司の漫画作品。

## ラジオ番組
当雑誌と連動したラジオ番組として、2002年5月13日から2003年3月21日まで、TBSラジオの深夜放送『Junk』内で『セインのRAIJIN Junk English』（セインのライジン・ジャンク・イングリッシュ）を放送した。『シティーハンター』や『北斗の拳』の名台詞を英語に直して話すもので作品に馴染みの深い声優がゲスト出演したことがあった。特に両作品で主人公を演じた神谷明の出演が多かった。
番組編成上はJunk枠内に設けられていた1時間番組のうちの5分番組であった（TBSラジオは24:55 - 25:00だが、それ以外のネット局は27:00 - 27:05の放送）。Junkをネットしないラジオ大阪は23:42 - 23:47に当番組をネット（『MEGAHITS! COUNT DOWN WEST』に内包）した。
当番組の本放送当時、TBSラジオの公式サイト　今日の番組表では「セイン・RAIJIN Junk English」または「セインカミュ・RAIJIN Junk English」と表記していた。

### パーソナリティ
- セイン・カミュ
- Akiko（安季子）

### 出演声優
不定期でゲスト出演。( ) 内の役名は当番組で演じたものを記載している。
- 神谷明（冴羽獠&ケンシロウ役）

スタジオに呼ばれた際は『キン肉マン』のキン肉スグルを演じた（その際、バックで『キン肉マンGo Fight!』が流れた）。
- 内海賢二（ラオウ役）
- 田中秀幸（槙村秀幸&トキ&ファルコ役）
- 古川登志夫（シン役）
- 鷹森淑乃（野上麗香&ルイ役）
- 伊倉一恵（槇村香役）
- 麻上洋子（野上冴子役）

### 曲
回によっては曲が使用されることがあったが曲が流れながらのエンディングとなった。
- 愛をとりもどせ!!
- 荒野の風
- KEN -北斗星-
- 旅人ひとり
- ユリア…永遠に
- ゴーゴーヘブン
- Get Wild
- RUNNING TO HORIZON
- other wise
- Angel Night
- 愛よ消えないで